# Ельжбета Якубяк
Ельжбета Рената Якубяк (пол. Elżbieta Renata Jakubiak; нар. 17 березня 1966) — польський політик, міністр спорту та туризму в уряді Ярослава Качинського, була головою кабінету президента Польщі в ранзі державного секретаря та депутатом Сейму шостого терміну повноважень.

## Біографія
Якубяк народилася в 1966 році в Заторах, Польща, в сім'ї Броніслава Домбровського та Христини. У 1991 році закінчила Школу спеціальної освіти у Варшаві.
У 1990—1992 роках працювала в освітньому та соціальному товаристві у Варшаві, потім до 1998 року у канцелярії Сейму, де була секретарем віцемаршалків Джека Курчевського, Ольги Кжижановської та Джона Кінга. У 1998—2002 роках обіймала посаду директора апарату генерального директора Управління у справах ветеранів війни та репресованих. З 2002 року працювала директором канцелярії президента Варшави.
З 23 грудня 2005 року по 23 липня 2007 року обіймала посаду державного секретаря та голови кабінету президента Польщі. У період з 23 липня 2007 року по 16 листопада 2007 року була міністром спорту і туризму в уряді Ярослава Качинського.
На парламентських виборах 2007 року Якубяк було обрано до Сейму VI мандату за списком партії Право і справедливість округу Седлец. Вона набрала 33 509 голосів, що стало найкращим одноосібним результатом у цьому окрузі. Пізніше вона невдало балотувалася від ПіС і на виборах до Європарламенту 2009 року у Варшаві.
8 вересня 2010 року президент партії «Право і справедливість» Ярослав Качинський позбавив її прав члена. Рішення партії «Право і справедливість» полягало в тому, щоб виключити її з партії разом із Йоанною Клюзік-Ростковською як «шкоду для партії». 16 листопада 2010 року депутати Йоанна Клюзік-Ростковська, Якубяк і Павел Понцилюш, а також члени Європарламенту Адам Бєлан і Міхал Камінський створили нову політичну групу «Польща на першому місці» (Polska jest Najważniejsza).

## Особисте життя
Якубяк одружений і має трьох дітей: близнюків Джоан і Томаса та дочку Сусанну.